# Jerzy Starościak

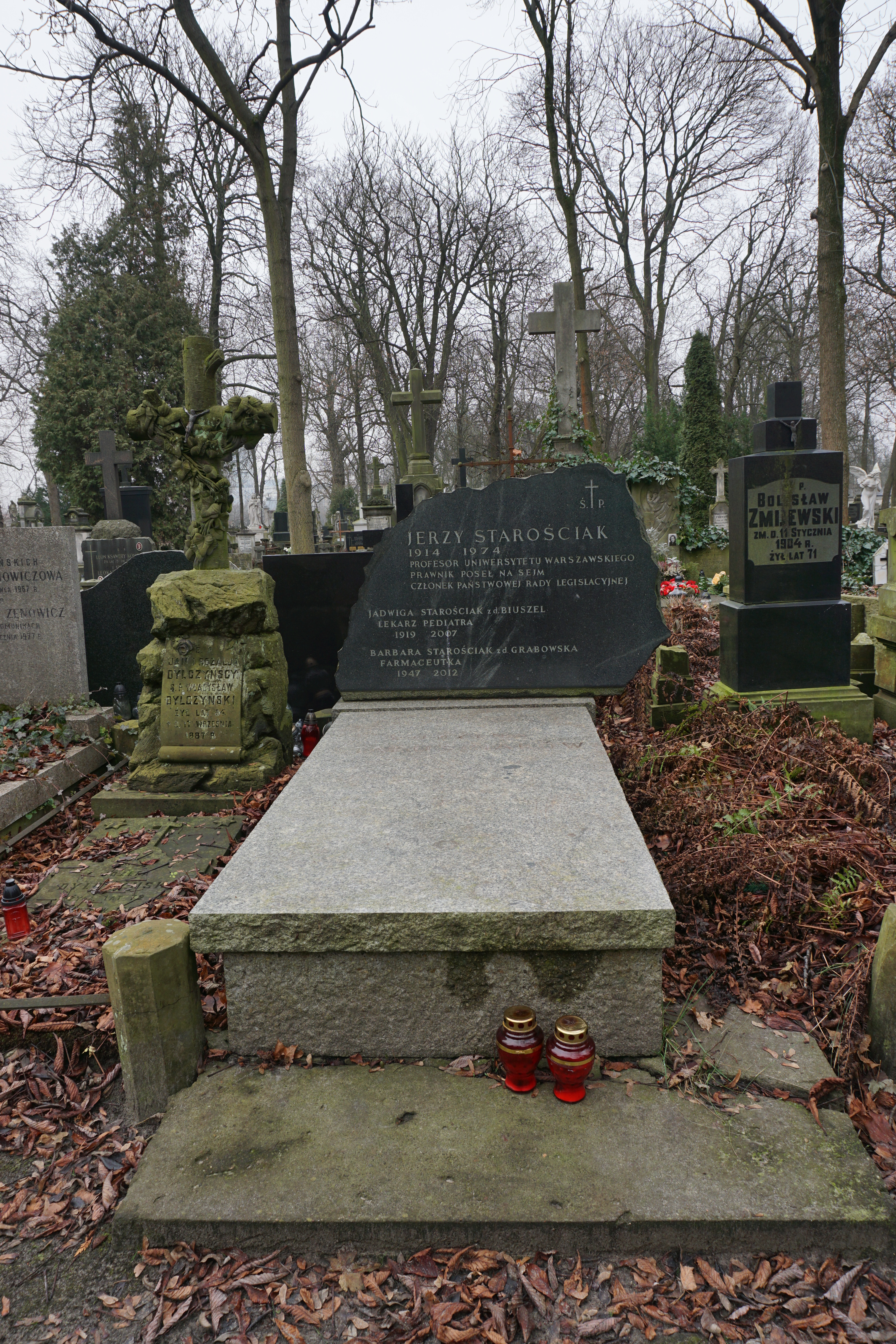
Grób Jerzego Starościaka na cmentarzu Powązkowskim

Jerzy Zdzisław Starościak (ur. 18 stycznia 1914 w Jurkowie, zm. 7 października 1974 w Warszawie) – polski prawnik, specjalista z zakresu prawa i postępowania administracyjnego, poseł na Sejm PRL VI kadencji.

## Życiorys
Urodził się w nauczycielskiej rodzinie Stanisława i Julii z Krzyszkowskich. W 1932 ukończył Gimnazjum im. Adama Mickiewicza w Wilnie i zdał maturę, w 1936 – studia na Wydziale Prawa i Nauk Społecznych Uniwersytetu Stefana Batorego. W latach 1937–1939 dzięki uzyskanemu stypendium odbył studia uzupełniające we Wrocławiu. Na podstawie rozprawy pt. Tradycje polskiego samorządu, której promotorem był prof. Jerzy Panejko, w kwietniu 1939 na Uniwersytecie Stefana Batorego zdobył stopień doktora. Habilitację uzyskał w 1948 na Wydziale Prawa Uniwersytetu Warszawskiego.
W czasie II wojny światowej przebywał w Wilnie, gdzie był zatrudniony jako pracownik umysłowy, robotnik i ekspedient.
Od lutego 1945 do 1958 pracował w Warszawie w Biurze Krajowej Rady Narodowej, przekształconym następnie w Kancelarię Rady Państwa i zajmował się sprawami rad narodowych.
Równolegle w latach 1945–1947 pracował na Wydziale Prawa Uniwersytetu Warszawskiego jako asystent-wolontariusz. Od 1947 adiunkt w Akademii Nauk Politycznych (przemianowanej na Szkołę Główną Służby Zagranicznej). Od 1950 ponownie na Uniwersytecie Warszawskim jako profesor nadzwyczajny, od 1958 jako profesor zwyczajny.
We wrześniu 1960 objął kierownictwo Katedry Prawa Administracyjnego, zastępując odchodzącego na emeryturę prof. Maurycego Jaroszyńskiego. Funkcję tę sprawował do maja 1969.
W latach 1962–1966 pracował także w Instytucie Nauk Prawnych Polskiej Akademii Nauk, od 1964 jako wicedyrektor. Członek i zastępca przewodniczącego Komitetu Nauk Prawnych PAN.
Od października 1967 pełnił funkcję dyrektora utworzonego wtedy Instytutu Administracji UW (przemianowanego w 1968 na Instytut Administracji i Zarządzania), w którym istniały dwie katedry: prawa administracyjnego i administracji gospodarczej. Zrezygnował z tej funkcji w 1972 (prawdopodobnie w związku z wyborem na posła na Sejm).
W czerwcu 1974 otrzymał nominację na kierownika Zakładu Porównawczego Prawa Administracyjnego i Nauki Administracji i Zarządzania UW, jednakże z powodu choroby nie objął tego stanowiska.
W obszernym dorobku naukowym (ok. 30 książek i ok. 150 artykułów) ważne miejsce zajmują prace dotyczące umacniania praworządności, m.in. Podstawowe zagadnienia postępowania administracyjnego (wraz z E. Iserzonem i W. Dawidowiczem, 1955), Kodeks postępowania administracyjnego. Komentarz, teksty, wzory i formularze (wraz z E. Iserzonem, 1961, 1964, 1965 i 1970), Podstawy prawne działania administracji. Źródła prawa administracyjnego (1973), Funkcjonowanie administracji w świetle orzecznictwa (wraz z J. Łętowskim, 4 t., 1967–74).
Ponadto był autorem podręczników, m.in.: Zarys administracji (1966, 1971), Prawo administracyjne w zarysie (wraz z E. Iserzonem, 1959, 1963, 1965, 1966), Prawo administracyjne (1969, 1971, 1975, 1977, 1978). Inicjator 4-tomowej pracy System prawa administracyjnego (1977–1980).
Współautor – wraz z Emanuelem Iserzonem – obowiązującej nadal ustawy z 14 czerwca 1960 – Kodeks postępowania administracyjnego, którą prof. Franciszek Longchamps de Bérier określił jako „dzieło dojrzałej rozwagi politycznej i wysokiej kultury prawniczej”.
Działacz Zrzeszenia Prawników Polskich (członek od 1949), a także Stronnictwa Ludowego oraz Zjednoczonego Stronnictwa Ludowego. Od marca 1972 poseł na Sejm PRL VI kadencji z okręgu gdańskiego.
Od 29 lipca 1941 był mężem Jadwigi Biuszelównej (1919–2007), lekarzem pediatrą, z którą miał dwóch synów: Bohdana Jerzego (1947–2022), mikrobiologa, i Stanisława (ur. 1950).
Zmarł w Warszawie. Został pochowany na cmentarzu Powązkowskim (kwatera 33-4-16).

## Ordery i odznaczenia
- Order Sztandaru Pracy II klasy
- Krzyż Komandorski Orderu Odrodzenia Polski
- Krzyż Oficerskim Orderu Odrodzenia Polski
- Krzyż Kawalerski Orderu Odrodzenia Polski (3 lutego 1947)[4]
- Złoty Krzyż Zasługi (30 kwietnia 1946)[5]
- Medal 10-lecia Polski Ludowej (17 stycznia 1955)[6]